# Léo Ilial
 (mars 2016).
Si vous disposez d'ouvrages ou d'articles de référence ou si vous connaissez des sites web de qualité traitant du thème abordé ici, merci de compléter l'article en donnant les références utiles à sa vérifiabilité et en les liant à la section « Notes et références ».
Léo Ilial est un comédien français né à Paris le 22 mai 1933 et mort le 11 novembre 1996 à Saint-Maximin-la-Sainte-Baume,. Spécialisé dans le doublage, il a notamment prêté sa voix à Henry Corden (Problèmes modernes), Ed Bishop (UFO, alerte dans l'espace), Lawrence Dane (Le parc m'appartient) ou encore le personnage de Matthew Harding dans Service secret.

## Biographie
Jeune homme, Léo Ilial aborde une carrière théâtrale sous la direction de Jean Mercure, Pierre Fresnay et Jean Davy. Par la suite, il effectue un stage aux Célestins à Lyon où il joue L'Ours d'Anton Tchekhov, Don Cesar dans Ruy Blas et plusieurs autres classiques aux côtés de comédiens du Français. Pour gagner sa vie, il n'hésite pas à tirer toutes les ficelles du métier. Il fait un peu de radio, accepte des sessions de doublage et fait de modestes débuts au cinéma avec Sacha Guitry, puis il décroche un contrat à la télévision et tourne une série américaine, Captain Gallant.
En 1962, par hasard, il s'arrête au Québec pour rendre visite à un ami, avant, pense-t-il, de partir pour les États-Unis où il songe à s'installer définitivement. Son séjour à Montréal change le cours de son destin. Il rencontre Jean Gascon, alors directeur du Théâtre du Nouveau Monde, se lie d'amitié avec lui et Gascon offre du travail au jeune comédien. Jusqu'en 1967, il jouera cinq ou six pièces par an au TNM. Par la suite, il jouera sur toutes les scènes du Québec, au Théâtre du Rideau vert, chez Jean Duceppe, au TPQ.
La télévision s'empresse aussi de l'engager. On lui offre un premier rôle dans une série appelée Monsieur Lecoq. Par la suite, il campera le docteur Louis Lavigne dans Le Paradis terrestre, puis incarnera le beau Lardier dans Les Forges de Saint-Maurice. À Télé-Métropole on lui offre un contrat pour une continuité, cette fois dans Les Berger et également dans le téléroman Une vie… de Jean-Marc Provost.
Léo parlait couramment quatre langues, dont le russe et l'italien.
Il meurt le 11 novembre 1996 à la suite d'un accident de voiture.

## Filmographie

### Cinéma
- 1980 : Les Bons Débarras de Francis Mankiewicz
- 1989 : Sauf votre respect (Try This One for Size) de Guy Hamilton

### Télévision
- 1957 : La caméra explore le temps : Roustan
- 1960 : Filles d'Ève de Denys Gagnon :
- 1963 : Ti-Jean Caribou de Maurice Falardeau
- 1964 : Monsieur Lecoq de Florent Forget
- 1965 : Le Bonheur des autres de Jean-Claude Charnay : Dr Gilles Beaulieu
- 1968 : D'Iberville de Pierre Gauvreau : Chevalier de Troyes
- 1968 : Le Paradis terrestre de Denys Gagnon : Léo Lavigne
- 1973 : Les Forges de Saint-Maurice : Lardier
- 1974 : Témoignages : le mari
- 1977 : Les As : Simon Friedman
- 1982 : Une vie… : Paul-André Vanasse
- 1985 : Clémence Aletti : De Marette
- 1988 : La Maison Deschênes : Guillaume Deschênes
- 1988 : Lance et compte : Dr Constantin Kasanovsky

## Doublage cinéma
- Christopher Lee dans :
  - Le Détonateur (1993) : général Konstantin Benin
- 1981 : Modern Problems : Dubrovnik (Henry Corden)
- 1980 : Le Dernier Reportage : Lyosha Petro (Michael York)
- 1977 : La Proie de l'autostop : Walter Mancini (Franco Nero)
- 1992 : Les Aventures d'un homme invisible : Dr Bernard Wachs (Jim Norton)
- 1987 : Cinglée : Allen Greene (Leslie Nielsen)
- 1991 : Feu, Glace et Dynamite : Sir George (Roger Moore)